# New Westminster-Coquitlam (circonscription britanno-colombienne)
Pour les articles homonymes, voir New Westminster et Coquitlam.
Circonscription électorale provinciale du Canada
New Westminster-Coquitlam est une circonscription provinciale de la Colombie-Britannique représentée à l'Assemblée législative de la Colombie-Britannique depuis 2024.

## Géographie
En 2024, la circonscription représente une partie des villes de New Westminster et de Coquitlam.

## Liste des députés
| Législature                                                                                   | Années                                                                                        | Député                                                                                        | Député                                                                                        | Parti                                                                                         |
| New Westminster-Coquitlam Circonscription issue de New Westminster et Coquitlam-Maillardville | New Westminster-Coquitlam Circonscription issue de New Westminster et Coquitlam-Maillardville | New Westminster-Coquitlam Circonscription issue de New Westminster et Coquitlam-Maillardville | New Westminster-Coquitlam Circonscription issue de New Westminster et Coquitlam-Maillardville | New Westminster-Coquitlam Circonscription issue de New Westminster et Coquitlam-Maillardville |
| --------------------------------------------------------------------------------------------- | --------------------------------------------------------------------------------------------- | --------------------------------------------------------------------------------------------- | --------------------------------------------------------------------------------------------- | --------------------------------------------------------------------------------------------- |
| 43e                                                                                           | 2024–en cours                                                                                 |                                                                                               | Jennifer Whiteside (en)                                                                       | Néo-démocrate                                                                                 |